# Sakiko Matsui
Sakiko Matsui (松井咲子, Matsui Sakiko, née le 10 décembre 1990 à Warabi, au Japon) est une chanteuse et idole japonaise, membre du groupe de J-pop AKB48 (team K). Elle est sélectionnée en 2008 et débute avec la team K en août 2009. Elle fait aussi partie du groupe temporaire MINT en 2010.